# Шварцерден
Шварцерден (њем. Schwarzerden) општина је у њемачкој савезној држави Рајна-Палатинат. Једно је од 119 општинских средишта округа Бад Кројцнах. Према процјени из 2010. у општини је живјело 270 становника. Посједује регионалну шифру (AGS) 7133205.

## Географски и демографски подаци
Шварцерден се налази у савезној држави Рајна-Палатинат у округу Бад Кројцнах. Општина се налази на надморској висини од 450 метара. Површина општине износи 7,0 km². У самом мјесту је, према процјени из 2010. године, живјело 270 становника. Просјечна густина становништва износи 39 становника/km².